# Dmitrov
Dmitrov (en russe : Дмитров) est une ville de l'oblast de Moscou, en Russie, et le centre administratif du raïon de Dmitrov. Sa population s'élevait à 64 906 habitants en 2014.

## Géographie
Dmitrov est située à 67 km au nord du centre de Moscou. Elle est arrosée par la rivière Iakhroma et par le canal de Moscou, qui relie la capitale à la Volga.

## Histoire
Dmitrov a été fondé, dans une forêt profonde, par Iouri Dolgorouki en 1154, à l'endroit où naquit son fils Vsevolod. Son nom s'explique par le fait que le saint patron de Vsevolod est saint Démètre (Démétrios en grec, Dimitri en slavon). Au XIIIe siècle, la ville se trouvait à la convergence des frontières de la Moscovie, de Tver, et de Pereslavl-Zalesski. La ville elle-même appartint aux princes de Galicie-Mersky, située beaucoup plus au nord, jusqu'en 1364, et fut ensuite incorporée dans la Moscovie. Dmitri Donskoï et son petit-fils Vassili II accordèrent Dmitrov en apanage à leurs plus jeunes fils, de sorte que la ville fut la capitale d'une toute petite principauté.
Le règne de Iouri Ivanovitch (1503-1533) fils d'Ivan III inaugura l'âge d'or de Dmitrov. C'est pendant son règne que furent bâtis dans le kremlin la cathédrale de l'Assomption au dôme noir et une cathédrale dédiée aux saints Boris et Gleb. Par la suite, la ville passa entre les mains du frère de Iouri, André de Staritsa (ou Andreï Staritsky). En 1569, elle fut prise à Vladimir de Staritsa et ajoutée à l'opritchnina et entra dans une phase de déclin. La ville subit des destructions pendant les troubles de l'Interrègne, au début du XVIIe siècle, lorsqu'elle fut mise à sac par les Polonais.
En 1812, Dmitrov a été brièvement occupée par la Grande Armée, mais en 1941, la Wehrmacht fut arrêtée à la périphérie de la ville. Le prince anarchiste Pierre Kropotkine y passa les dernières années de sa vie. Dans les années 1930, le kremlin local a été fouillé par les archéologues soviétiques. En dehors de la cathédrale de l'Assomption, les principaux monuments du raïon de Dmitrov sont le monastère Saint-Boris-et-Saint-Gleb, le monastère de Saint-Nicolas sur la rivière Pechnocha, et celui de la Nativité de la Vierge à Medvejia Poustine, tous trois datant du XVe siècle.
Un complexe de camps de travail forcé du Goulag soviétique, le Dmitlag, était situé près de Dmitrov.

## Population
Recensements (*) ou estimations de la population
| 1856  | 1897* | 1926* | 1939*  | 1959*  | 1970*  |
| ----- | ----- | ----- | ------ | ------ | ------ |
| 6 800 | 4 480 | 6 390 | 25 029 | 34 518 | 44 489 |

| 1979*  | 1989*  | 2002*  | 2010*  | 2013   | 2014   |
| ------ | ------ | ------ | ------ | ------ | ------ |
| 57 418 | 65 237 | 62 219 | 61 454 | 64 000 | 64 906 |

## Économie
Dmitrov accueille l'une des douze usines de production de Royal Canin, groupe dont le siège est basé à Aimargues, en France.